# Sueño con Jeannie Cusamano
"Sueño con Jeannie Cusamano" (título original en inglés: "I Dream of Jeannie Cusamano") es el decimotercer y último episodio de la primera temporada de la serie de HBO Los Soprano. Fue escrito por David Chase y dirigido por John Patterson. El capítulo fue estrenado el 4 de abril de 1999 en Estados Unidos.

## Protagonistas
- James Gandolfini como Tony Soprano
- Lorraine Bracco como Dr. Jennifer Melfi
- Edie Falco como Carmela Soprano
- Michael Imperioli como Christopher Moltisanti
- Dominic Chianese como Corrado Soprano, Jr.
- Vincent Pastore como Pussy Bonpensiero *
- Steven Van Zandt como Silvio Dante
- Tony Sirico como Paulie Gualtieri
- Robert Iler como Anthony Soprano, Jr.
- Jamie-Lynn Sigler como Meadow Soprano
- y Nancy Marchand como Livia Soprano

* sólo en los créditos

### Protagonistas invitados
- John Ventimiglia como Artie Bucco
- Kathrine Narducci como Charmaine Bucco
- Frank Pellegrino como Frank Cubitoso

#### Otros protagonistas
| - Al Sapienza como Mikey Palmice - Paul Schulze como Padre Phil Intintola - Drea de Matteo como Adriana - Tony Darrow como Larry Boy Barese - George Loros como Raymond Curto - Joseph Badalucco Jr. como Jimmy Altieri - Sal Ruffino como Chucky Signore - Sharon Angela como Rosalie Aprile - John Area como abogado - George Bass como conserje | - Gene Canfield como oficial de policía - Frank Dellarosa como EMT - Santiago Douglas como Jeremy Herrera - Militza Ivanova como mujer rusa - Frank Pando como Agente Grasso - Annika Pergament como jefe de noticias - Michele Santopietro como JoJo Palmice - Matt Servitto como Agente Harris - Candy Trabucco como Ms. Giaculo |

## Primeras apariciones
- Agente Cubitoso: agente del FBI a cargo de investigar a la familia criminal Soprano y a Tony Soprano.

## Fallecidos
- Jimmy Altieri: asesinado por Silvio Dante por orden de Tony Soprano.
- Chucky Signore: asesinado con un disparo por Tony Soprano.
- Mikey Palmice: asesinado a tiros por Christopher y Paulie en el bosque por orden de Tony Soprano.